# Nicolae Dobrin
Nicolae Dobrin (* 26. August 1947 in Pitești; † 26. Oktober 2007 ebenda) war ein rumänischer Fußballspieler. Er wurde dreimal zu Rumäniens Fußballer des Jahres gewählt und bestritt 408 Spiele in der höchsten rumänischen Fußballliga, der Divizia A. Außerdem nahm er an der Fußball-Weltmeisterschaft 1970 teil.

## Karriere

### Spielerkarriere

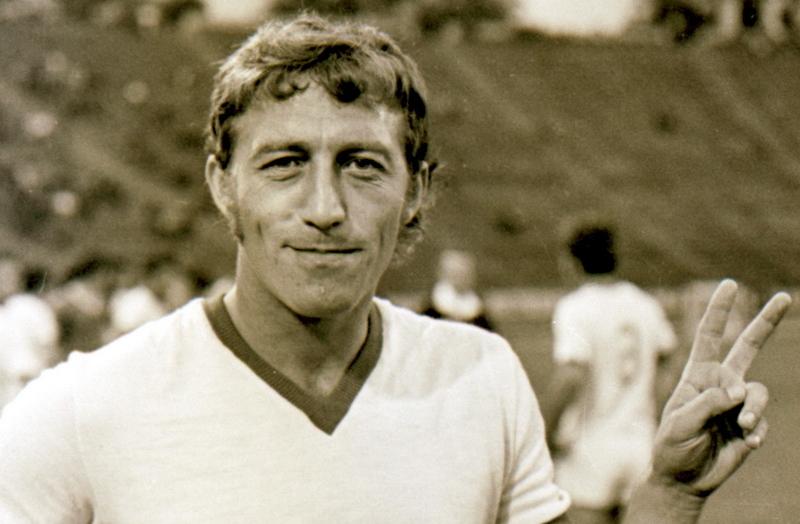
Dobrin im Trikot des FC Argeș Pitești

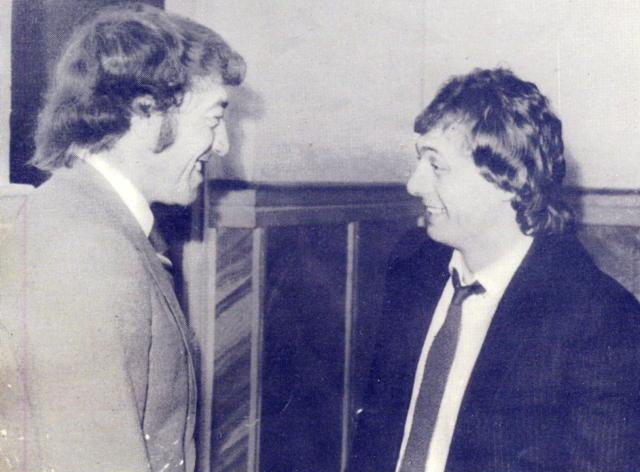
Dobrin (links) mit Ilie Balaci

Nicolae Dobrin begann seine Fußballerkarriere in seiner Heimatstadt Pitești bei dem Verein Dinamo Pitești (ab 1968 FC Argeș Pitești). Bereits im Alter von 14 Jahren bestritt er am 1. Juli 1962 sein erstes Spiel in der Divizia A. Anschließend stieg Dinamo in die Divizia B ab, dem Verein gelang aber der sofortige Wiederaufstieg.
Dobrin blieb seinem Heimatverein 21 Jahre lang treu. In dieser Zeit gewann er zweimal die rumänische Meisterschaft, wobei ihm 1979 das entscheidende Tor im letzten Saisonspiel gegen Dinamo Bukarest gelang. In den Jahren 1966, 1967 und 1971 wurde Dobrin zu Rumäniens Fußballer des Jahres gewählt.
Ihm lagen zahlreiche Angebote von zum Teil internationalen Spitzenmannschaften wie Real Madrid, aber auch von anderen rumänischen Mannschaften (Dinamo Bukarest und Universitatea Craiova) für einen Vereinswechsel vor. Diese hat er allesamt ausgeschlagen. Den Wechsel zu Real Madrid hatte ihm die seinerzeitige Staatsführung Rumäniens untersagt. Dem Drängen der damaligen sportpolitischen Führung nach Wechseln zu den rumänischen Spitzenvereinen Dinamo Bukarest und Universitatea Craiova widersetzte er sich mit Erfolg. Erst zu Beginn der Saison 1980/81 ging er zu dem Verein CS Târgoviște in die Divizia B. Mit dieser Mannschaft gelang ihm erneut der Aufstieg in die Divizia A. Aber er hatte den Zenit seiner Karriere bereits überschritten und wurde dort nur noch selten als Spieler für seine Mannschaft eingesetzt. Daher nahm er die Möglichkeit wahr, 1982 zu seinem Ursprungsverein Argeș Pitești zurückzukehren. Dort beendete er ein Jahr später seine Karriere als Spieler.
Dobrin bestritt 48 Länderspiele für die rumänische Fußballnationalmannschaft. Sein Debüt gab er am 1. Juni 1966 gegen Deutschland in Ludwigshafen am Rhein. Dobrin wurde auch für die Fußball-Weltmeisterschaft 1970 in Mexiko nominiert, kam dort aber nicht zum Einsatz.

### Trainerkarriere
Noch als Aktiver wurde Dobrin 1982 Trainer des Vereins FC Argeș Pitești, für den er in der gleichen Saison noch fünf Spiele absolvierte. 1985 trat er als Trainer zurück und wechselte in die Divizia B zum FC Botoșani. Nach einem Jahr kehrte er zum FC Argeș Pitești zurück und wurde Leiter der Jugendabteilung.

## Erfolge
- WM-Teilnehmer: 1970
- Rumänischer Meister: 1972, 1979
- Rumänischer Pokalfinalist: 1965
- Rumäniens Fußballer des Jahres: 1966, 1967, 1971

## Sonstiges
Dobrin litt als starker Raucher lange Jahre an Lungenkrebs. Am 23. Oktober 2007 wurde er deswegen in das Kreiskrankenhaus von Pitești eingeliefert, wo er drei Tage später verstarb. Bereits zu Dobrins Lebzeiten wurde das Stadion seiner Heimatstadt Pitești, in dem der FC Argeș Pitești seine Heimspiele austrägt, nach ihm benannt. Dobrin hatte in seiner aktiven Zeit die Spitznamen Gâscanul (deutsch: Gänserich) und Prințul din Trivale (deutsch: Der Prinz aus Trivale, nach dem Stadtviertel Trivale, in dem sich das Stadion von FC Argeș Pitești befindet) erhalten. Der rumänische Sportjournalist Ilie Dobre schrieb über ihn die beiden Bücher Dobrin, la clipa aminitirilor (Editura Divertis, 1992) und Prințul din Trivale la ultimul dribling (Editura Paralela 45, 2008). Von George Mihalache stammt das Buch S-a dus Prințul din Trivale, das 2007 in der Editura PACO erschienen ist.